# Уилсон, Дэниел (археолог)
Сэр Дэниел Уилсон (5 января, 1816, Эдинбург — 6 августа, 1892) — канадский археолог и этнолог, английского происхождения, Президент Университета Торонто.
Учился в Эдинбурге, был секретарём Эдинбургского общества древностей. В 1851 г. отправился в Торонто преподавать историю и английскую литературу.